# Каліна-Гурецька
Каліна-Гурецька (пол. Kalina Górecka) — село в Польщі, у гміні Пежхниця Келецького повіту Свентокшиського воєводства.
Населення — 58 осіб (2011).
У 1975-1998 роках село належало до Келецького воєводства.

## Демографія
Демографічна структура на день 31 березня 2011 року:
|          | Загалом | Допрацездатний вік | Працездатний вік | Постпрацездатний вік |
| -------- | ------- | ------------------ | ---------------- | -------------------- |
| Чоловіки | 24      | 1                  | 22               | 1                    |
| Жінки    | 34      | 10                 | 18               | 6                    |
| Разом    | 58      | 11                 | 40               | 7                    |